# Liste der Botschafter der Vereinigten Staaten in Mauretanien

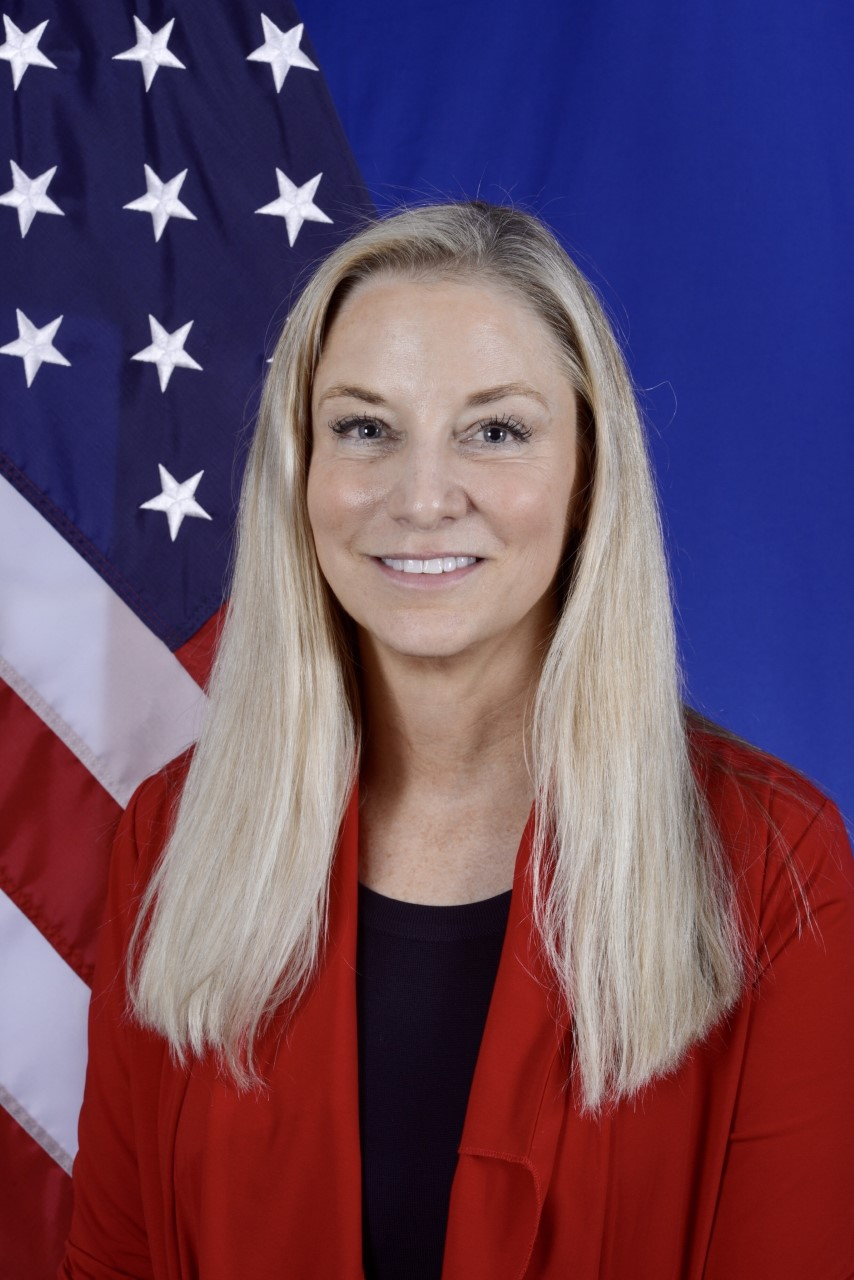
Cynthia Kierscht, aktuelle US-Botschafterin in Mauretanien

Der Botschafter der Vereinigten Staaten von Amerika in Mauretanien ist der Botschafter der Vereinigten Staaten von Amerika in der Islamischen Republik Mauretanien. Aufgrund des Sechstagekrieges waren diplomatische Beziehungen zwischen den Vereinigten Staaten und Mauretanien von 1967 bis 1970 eingefroren.

## Botschafter
| Amtszeit  | Name                   | Bemerkung                                                                     |
| --------- | ---------------------- | ----------------------------------------------------------------------------- |
| 1960–1961 | Henry Serrano Villard  | Zeitgleich im Senegal akkreditiert, stationiert in Dakar                      |
| 1961–1964 | Philip Mayer Kaiser    | Zeitgleich im Senegal akkreditiert, stationiert in Dakar                      |
| 1965–1967 | Geoffrey Whitney Lewis | Mauretanien bricht in Folge des Sechstagekrieges diplomatische Beziehungen ab |
| 1970–     | Robert Andrew Stein    | Chargé d’Affaires ad interim                                                  |
| 1971–1974 | Richard William Murphy |                                                                               |
| 1975–1977 | Holsey Gates Handyside |                                                                               |
| 1977–1980 | Elmer Gregory Kryza    |                                                                               |
| 1980–1982 | Stanley N. Schrager    | Chargé d’Affaires ad interim                                                  |
| 1983–1985 | Edward Lionel Peck     |                                                                               |
| 1985–1988 | Robert Lee Pugh        |                                                                               |
| 1988–1991 | William H. Twaddell    |                                                                               |
| 1991–1994 | Gordon S. Brown        |                                                                               |
| 1994–1997 | Dorothy Myers Sampas   |                                                                               |
| 1997–2000 | Timberlake Foster      |                                                                               |
| 2000–2003 | John W. Limbert        |                                                                               |
| 2003–2006 | Joseph Evan LeBaron    |                                                                               |
| 2007–2010 | Mark M. Boulware       |                                                                               |
| 2010–2013 | Jo Ellen Powell        |                                                                               |
| 2014–2017 | Larry Edward Andre Jr. |                                                                               |
| 2018–2021 | Michael J. Dodman      |                                                                               |
| 2021–     | Cynthia Kierscht       |                                                                               |